# Осона
Осо̀на (на италиански: Ossona, на западноломбардски: Usona, Узона) е малко градче и община в Северна Италия, провинция Милано, регион Ломбардия. Разположено е на 156 m надморска височина. Населението на общината е 4150 души (към 2010 г.).